# Jan van Calcar

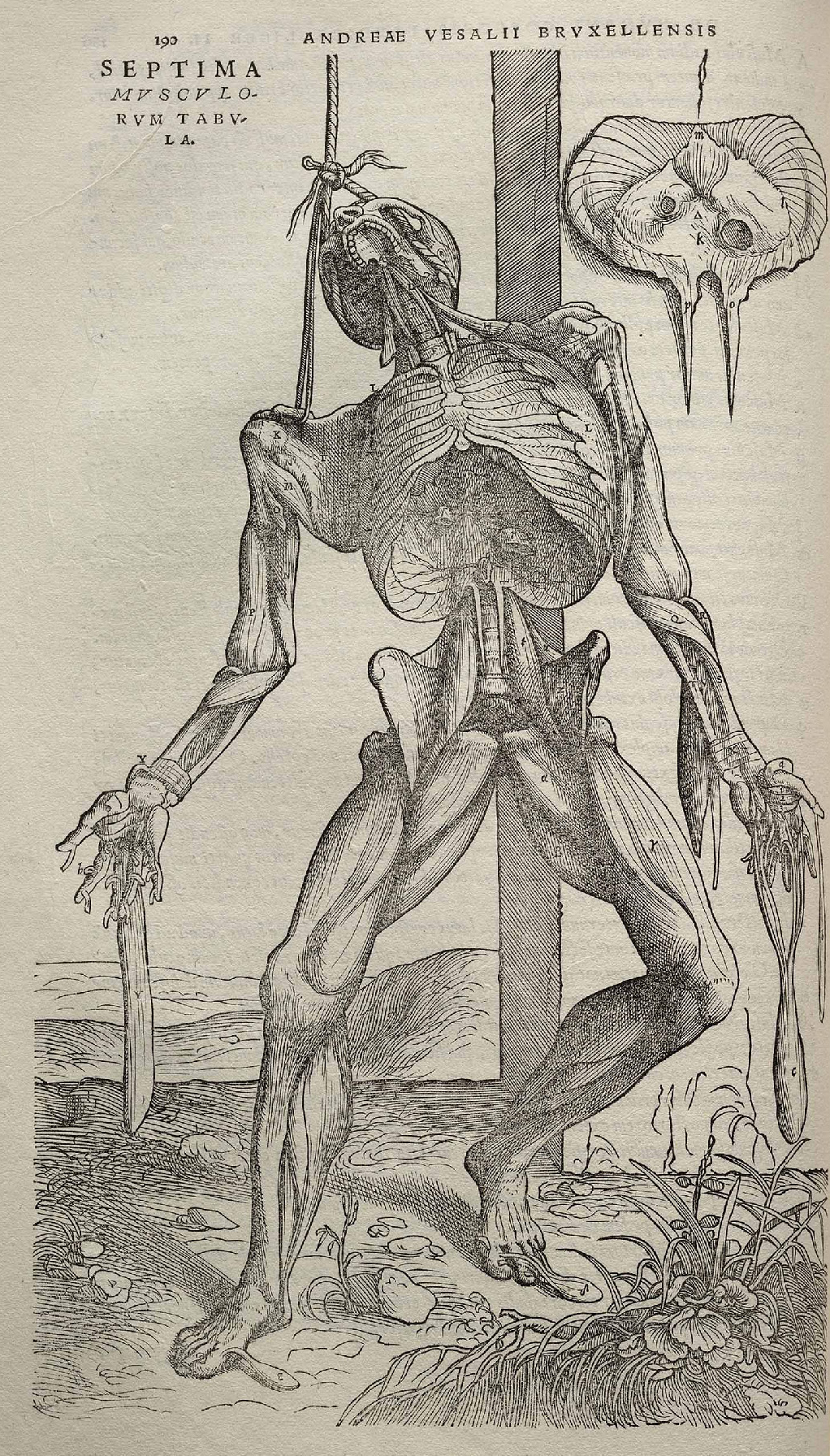
Se atribuye a Jan van Calcar la autoría de las ilustraciones de Los siete libros de la fábrica del cuerpo humano, de Vesalio (1543), dibujos muy detallados de disecciones humanas, habitualmente en posturas alegóricas.

Jan Stefan van Calcar (en italiano: Giovanni da Calcar, en latín: Joannes Stephanus Calcarensis; c. 1499-1546) fue un pintor italiano de origen alemán.
No debe ser confundido con Jan Joest van Calcar, pintor flamenco fallecido en 1519, nacido en Kalkar y que también viajó a Italia.
Calcar nació en Kalkar en el ducado de Cléveris (actualmente en Alemania) entre 1499 y 1510. Vasari se refiere a él en varias ocasiones, principalmente como discípulo de Tiziano, en cuyo taller entró en 1536 gracias a su capacidad para realizar copias extraordinariamente fieles a las obras de ese maestro. Parece que previamente había trabajado en Dordrecht, y la mayor parte de su vida posterior la pasó en Nápoles, donde, según Vasari "se habían concebido las mejores esperanzas para sus futuros progresos".
Giorgio Vasari, Karel van Mander (que lo llama Ioan van Calcker), y otros atribuyen a Van Calcar los once grandes grabados con ilustraciones de estudios anatómicos que acompañan al libro de Andreas Vesalius De humani corporis fabrica libri septem (1543); Annibale Caro atribuía esos grabados al propio Tiziano. Los grabados habrían sido dibujados en Padua.
A Calcar también se le ha atribuido la autoría los retratos de artistas que ilustran las Vite de Vasari a partir de la edición ampliada de 1568, pero hay que tener en cuenta que la fecha de su fallecimiento es doce años anterior.
Algunos estudiosos lo han calificado como imitador de Giorgione; en general todos los que se referían a él lo presentaban como imitador de las obras de los grandes artistas venecianos y de Rafael Sanzio, logrando un parecido tan extraordinario que conseguía engañar a muchos expertos de la época.
Sus obras se conservan en Berlín, París, Florencia, Viena y Praga. La mayor parte de sus obras originales son retratos, aunque en Praga hay una destacable Natividad que perteneció a Rubens, y que a la muerte de este fue comprada por Joachim von Sandrart, quien la vendió a su vez al emperador Fernando III de Habsburgo. Otras de sus más famosas obras son una Mater Dolorosa y el Retrato de un caballero de barba roja (1549, Louvre).